# WISE 1800+0134
WISE 1800-0134 eller WISEP J180026.60+013453.1, är en ensam stjärna belägen i den mellersta delen av stjärnbilden Ormbäraren. Den har en skenbar magnitud av ca 14,30 (J) och kräver ett kraftfullt teleskop för att kunna observeras. Baserat på parallax enligt Gaia Data Release 3 på ca 128,05 mas, beräknas den befinna sig på ett avstånd på ca 25,5 ljusår (7,8 parsek) från solen. Den rör sig närmare solen med en heliocentrisk radialhastighet på ca -5 km/s.

## Observation
WISE 1800+0134 upptäcktes 2011 av Gizis et al. från data, insamlad av Wide-field Infrared Survey Explorer (WISE) — NASAs rymdteleskop med infraröd våglängd på 40 centimeter (16 tum), vilket uppdrag varade från december 2009 till februari 2011. Det finns också tidigare observationer av objektet i Two Micron All-Sky Survey (2MASS)-data (observerad den 23 september 2000) och i den tredje versionen av DENIS-databasen (nära 2MASS-observationen). Den 22 juni 2011 hade Gizis et al. genomfört nära-infraröd spektroskopi med SpeX-spektrograf, monterad på 3 m Infrared Telescope Facility (IRTF), belägen vid Mauna Kea-observatoriet på Hawaii. År 2011 publicerade Gizis et al. en artikel i The Astronomical Journal, där de presenterade upptäckten av en nyfunnen av WISE L-typ brun dvärg WISEP J180026.60+013453.1 (en enda upptäckt, presenterad i artikeln).

## Egenskaper
WISE 1800+0134 är en brun dvärg av spektralklass L7.5, som har en massa som är lika med ca 0,045 solmassa och utsänder energi från dess fotosfär motsvarande ca 0,00005 gånger solen vid en effektiv temperatur av ca 1 400 K.
Uppskattningarna av ljusstyrkan är baserade på objektets spektralklass (L7.5)). Massuppskattningar, bestämda från denna temperatur, är 0,04, 0,05, och 0,074 solmassa, för antagen ålder av 0,5, 1,0 respektive 5 miljarder år, och är i samtliga fall under gränsen för kärnfusion av väte, vilket innebär att WISE 1800+01345 inte är en reell stjärna, utan enbart ett substellärt objekt, det vill säga en brun dvärg.
WISE J1800+0134 testades spektroskopiskt för L + T-binaritet, utan att binaritet kunde beläggas. Följeslagare med gemensam egenrörelse hittades inte heller.